# Петропавловский завод

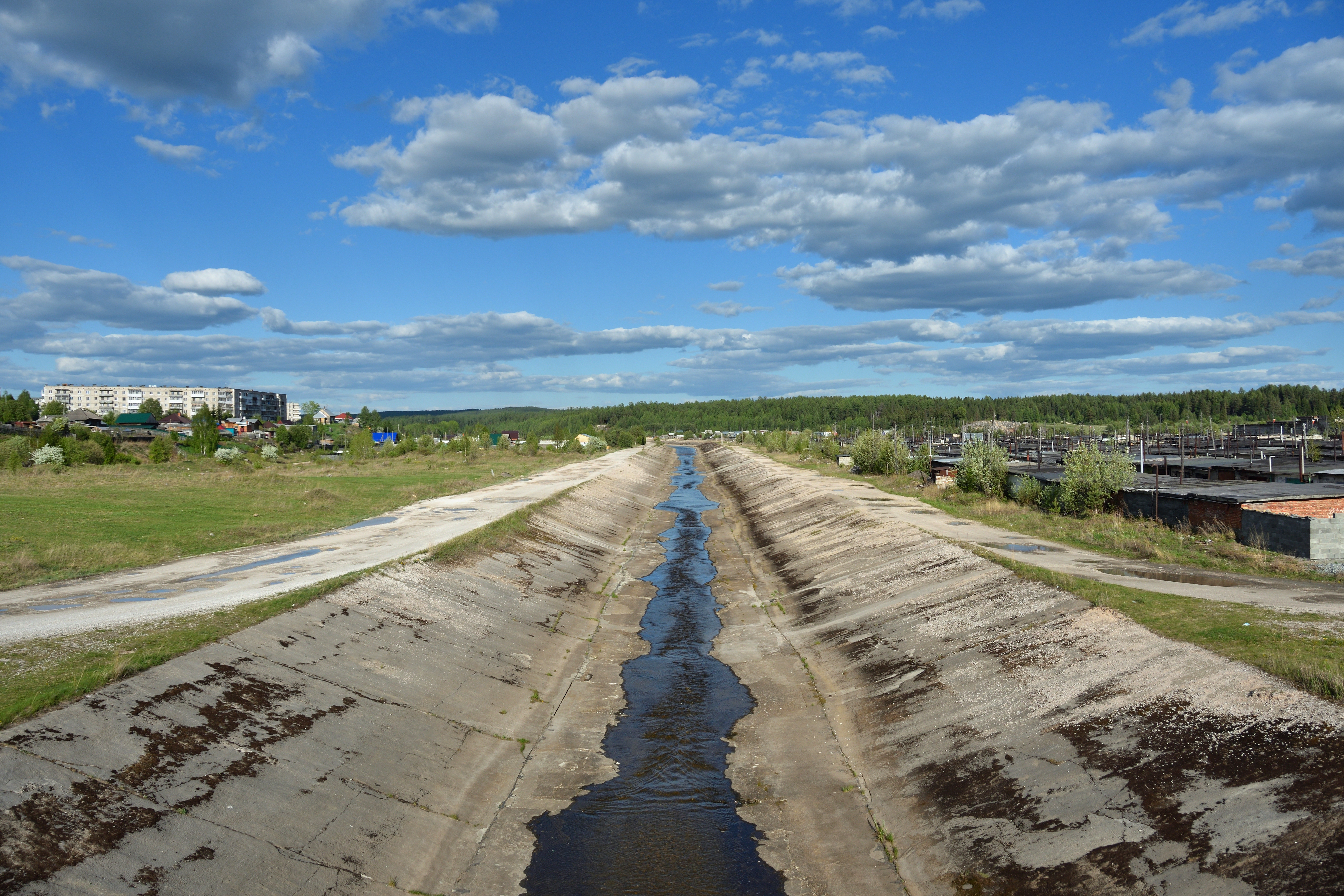
Колонга в черте современного Североуральска

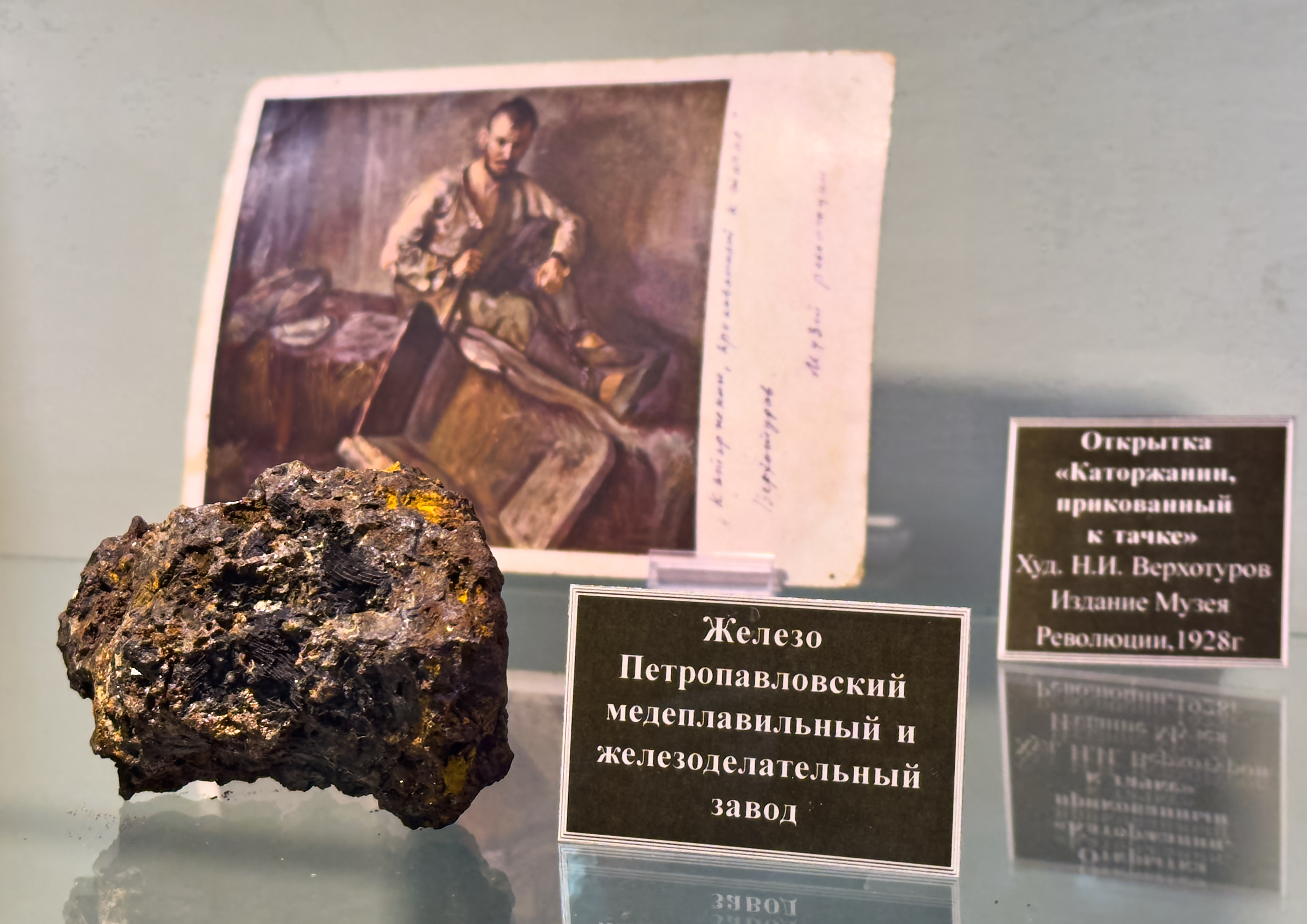
Образец железа Петропавловского завода в Североуральском краеведческом музее

Петропа́вловский металлурги́ческий заво́д — российское предприятие чёрной и цветной металлургии, действовавшее с 1760-х до 1820-х годов на реке Колонге при впадении в Вагран. Основан Максимом Михайловичем Походяшиным как чугуноплавильный и железоделательный, с 1761 года основной специализацией стала выплавка меди.
В начале 1820-х годов из-за дефицита рабочей силы производство меди было сосредоточено на Богословском заводе. В 1827 году Петропавловский завод был остановлен, выплавив за всю свою историю 661,7 тысяч пудов меди. Заводской посёлок дал начало современному Североуральску.

## История
В 1752—1754 годах верхотурский рудознатец Григорий Никифорович Посников нашёл в низовьях Колонги залежи железных и медных руд. Право на разработку месторождений он уступил местному купцу Максиму Михайловичу Походяшину, который 3 декабря 1757 года обратился в Берг-коллегию за разрешением на строительство чугуноплавильнгого и железоделательного завода с одной доменной печью и четырьмя молотами. Посников, позднее служивший приказчиком на Петропавловском заводе, также нашёл место под строительство пристани на Улсе для отправки продукции будущего завода водным путём. Место для будущего завода было выбрано в 180 верстах от Верхотурья, на землях Вагранских вогулов, крещённых в 1714 году, недалеко от устья Колонги при впадении в Вагран. Во избежание конфликтов с местными жителями Походяшин заранее скупил земли вдоль рек Ваграна, Сосьвы, Турьи и Ульвы. В годы строительства завода он также организовал работы по поиску местных руд, в результате которых было найдено около 150 небольших месторождений.
Строительные работы затянулись из-за практически полного отсутствия дорог на местности и дефицита рабочей силы в удалённой от населённых пунктов местности. Для решения этой проблемы в 1760 году Походяшин добился приписки к Петропавловскому и другим своим заводам 4200 крестьян, проживавших на территории Чердынского уезда, на 10 лет. Эти крестьяне стали первыми жителями заводского посёлка, добиваясь отмены приписки из-за значительных расстояний, которые им приходилось преодолевать до завода (до 400 вёрст). После того, как приписанные крестьяне разбежались, в 1763 году вновь было приписано 4200 крестьян на 15 лет. В 1764 году сюда дополнительно переселили 3520 крестьян, участвовавших в волнениях, помимо этого на заводские работы привлекались ссыльные и каторжные, а также вольнонаёмные люди. К этому же периоду относят начало интенсивного строительства дорог в Верхотурском и Чердынском уездах на средства Походяшина. В том числе 200 вёрст дороги было проложено от Петропавловского завода до Чердыни.
26 июня 1760 года состоялась первая пробная доменная плавка. В начальный период деятельности завода в его составе функционировала одна домна и один кричный молот. За 1760 год было выплавлено 8,4 тысячи пудов чугуна и 500 пудов железа. Рентабельность производства железа была низкой из-за маловодности заводского пруда, не обеспечивавшего производство необходимым количеством энергии. С учётом наличия поблизости относительно богатых месторождений медных руд было принято решение о переводе предприятия на выплавку меди. Пробные плавки показали возможность получения до 3,5 пудов меди из 100 пудов руды. К 1 мая 1761 года были построены и запущены в эксплуатацию 6 медеплавильных печей. Объёмы выплавки меди в 1764 году достигли 1 тысячу пудов, в 1765 году — 3,9 тысячи пудов. В 1767 году количество медеплавильных печей достигло 9 единиц, в 1768 году — 14 единиц. Для получения дополнительного объёма гидроэнергии в 1766 году на истоке Ключевого озера, в 5 верстах от завода, была построена вспомогательная плотина. Это позволило стабилизировать объёмы производства: к 1766 году в составе завода функционировала доменная печь, 2 молота с 12 горнами и 15 медеплавильных печей. В целом приоритетным стало медеплавильное производство, более прибыльное по отношению к выплавке чугуна и производству железа. При недостатке гидроэнегрии всегда в простой выводили домны и кричные молоты, но не медеплавильные печи.
С 1766 года завод существенно увеличил объёмы выплавки, начав получать медную руду с месторождений, открытых в этот период Походяшиным вдоль Турьи и удалённых от Петропавловского завода на расстояние до 60 вёрст. Медеплавильных мощностей было недостаточно для переработки, что привело к перераспределению руды на строящийся Богословский завод. По данным 1771 года на заводе работала одна домна, 4 молота с 4 горнами, 15 медеплавильных печей, три шплейзофена, 7 гармахерских горнов. Железная руда в этот период поставлялась с 17 рудников, медная — с 38 рудников. Дефицит рабочей силы продолжал ограничивать производительность завода, что привело Походяшина к решению переселить сюда крепостных крестьян с частично выкупленного им Пожевского завода.
После смерти Максима Михайловича в 1781 году Петропавловский завод перешёл по наследству его сыновьям Николаю и Григорию, которые сохранили медеплавильную специализацию завода. Из-за недостатка гидроэнергии в 1780—1783 годы, в 1785 году и в 1787—1789 годы доменная и молотовая фабрики простаивали. В 1784 году было выплавлено 11 тысяч пудов чугуна, в 1786 году — 7,4 тысячи пудов. В 1790 году из 13,9 тысяч пудов собственного чугуна удалось произвести 10 тысяч пудов железа. В целом к концу XVIII века чугуноплавильное и железоделательное производство было свёрнуто и в дальнейшем не возобновлялось. В конце XVIII века Богословский и Петропавловский заводы Походяшиных суммарно выплавляли существенную часть всей российской меди: в 1780 году эта доля составила 22,4 %, в 1785 году — 24,8 %.
23 июля 1791 года братья Походяшины продали Петропавловский, Богословский и Николае-Павдинский завода за 2,5 млн рублей Государственному ассигнационному банку. В 1797 году заводы перешли в казённое управление в составе Боголовского горного округа и стали называться «Банковскими». В этот период в составе завода числились 18 плавильных печей, 6 шплейзофенов и вспомогательное оборудование. Основной деятельностью завода стала перечистка купферштейна в медь. В зимнее время из-за нехватки воды в пруду для приведения в действие механизмов использовались 2 машины на конной тяге. Общий штат трёх бывших заводах Походяшиных — Петропавловском, Богословском и Николае-Павдинском — составлял 1115 человек, в том числе 103 служащих. Объёмы выплавки меди были нестабильными: в 1791 году завод выдал 4,1 тысяч пудов меди, в 1794 году — 11,2, в 1798 году — 14,3, в 1800 году — 16,4 тысяч пудов.
В начале XIX века объёмы сократились из-за истощения рудной базы и роста себестоимости продукции: за первое десятилетие XIX века завод выплавил 86,8 тысяч пудов меди, в 1811—1820 годах — 55,8 тысяч пудов. С введением казённого управления дефицит рабочей силы остался по-прежнему острым. В 1815 году в заводском посёлке числилось 370 мужчин и 322 женщины; в 1834 году эта численность увеличилась на 154 человека. В 1818 году для восполнения трудовых ресурсов на Петропавловский и Богословский заводы были направлены тысяча государственных рекрутов, из которых в течение года по разным причинам скончались 800 человек. Всё это в совокупности привело к решению казны перевести выплавку меди на Богословском заводе, расположенному вблизи месторождений. В 1821—1822 годах Петропавловский завод выплавил 9,7 тысяч пудов меди, после чего был временно остановлен. В 1827 году Петропавловский завод был окончательно остановлен, выплавив за всю свою историю 661,7 тысяч пудов меди.
Во второй половине XIX века земельная дача Петропавловского завода имела площадь 109,4 тысяч десятин. После остановки медеплавильного производства на этой территории добывалось россыпное золото.
В 1875 году предприятия Богословского округа, включая недействующий Петропавловский, на казённых торгах выкупил Сергей Дмитриевич Башмаков. По свидетельствам Александра Александровича Половцова, осматривавшего территорию Петропавловского завода в 1885 году, заводская плотина была разрушена, население посёлка беднело, не имея возможностей к заработку.
Посёлок Петропавловского завода дал начало современному Североуральску. В 1931 году в этом районе было открыто месторождение бокситов «Красная Шапочка», давшее развитие району.